# حديقة أمريكان ساموا الوطنية
حديقة أميركان ساموا الوطنية (بالإنجليزية:National Park of American Samoa ) وهي حديقة عامة في منطقة ساموا الأمريكية و تضم ثلاثة جزر منفصلة هي جزيرة توتويلا وجزيرتي تاو واوفو-اولوسيغا اللتان تدخلان ضمن مجموعة جزر مانوا. تأسست الحديقة عام 1988 و تبلغ مساحتها 9000 أكر. تعد مدينة باغو باغو الأقرب للحديقة، بلغ عدد زوارها 8،716 في 2011.

## التنوع البيولجي
يعتبر معدل التنوع البيولوجي منخفضاً في جزر الساموا بسبب موقعها البعيد و المنعزل، حيث تعتبر موطناً ل30% من أنواع النباتات و نوع واحد فقط من الطيور ( زرزور ساموا). وتعتبر المنطقة موئلا لثلاث أنواع من الخفافيش منها ثعلب ساموا الطيار والثعلب الطيّار الجزري

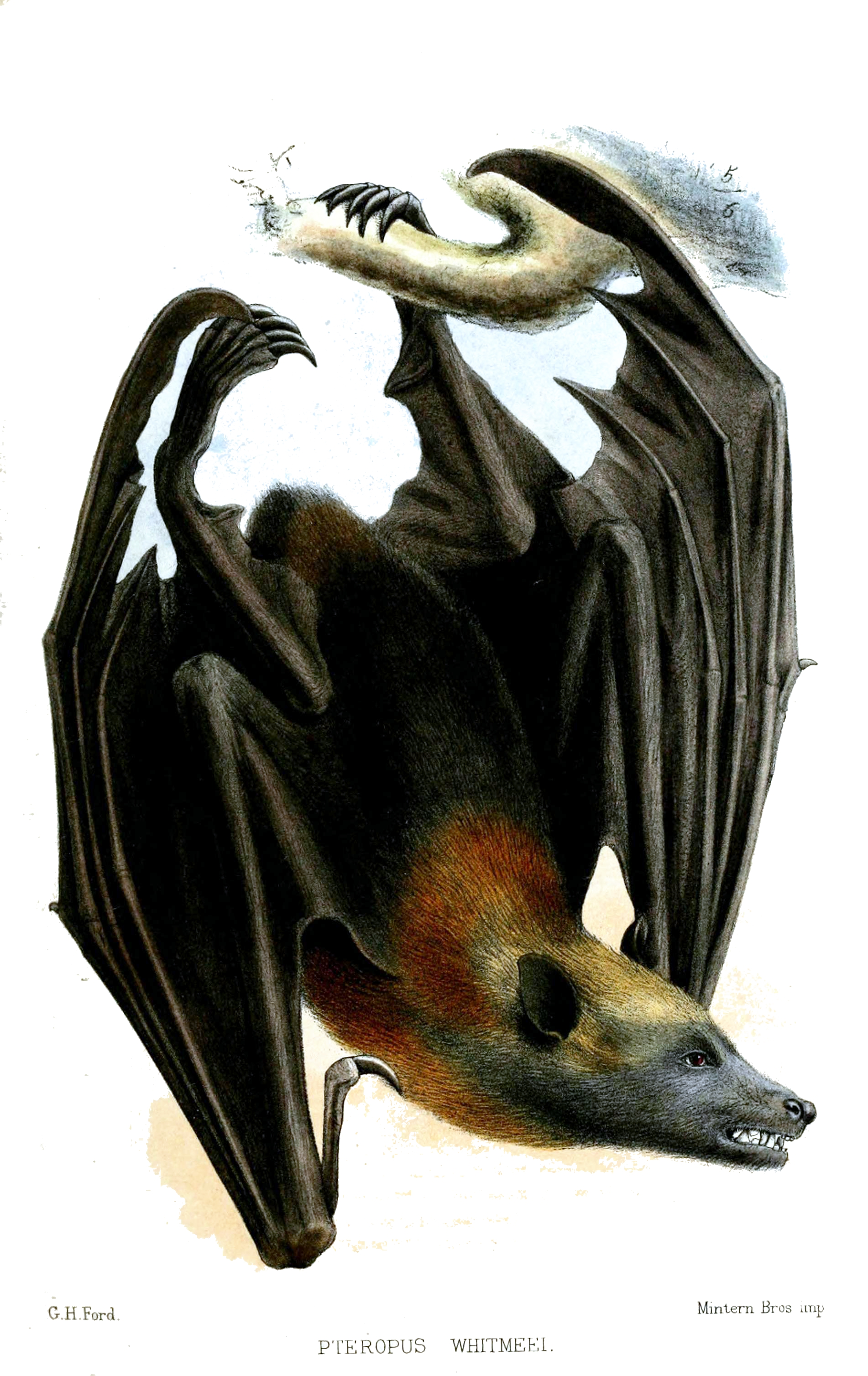
ثعلب ساموا الطيار

## معرض الصور

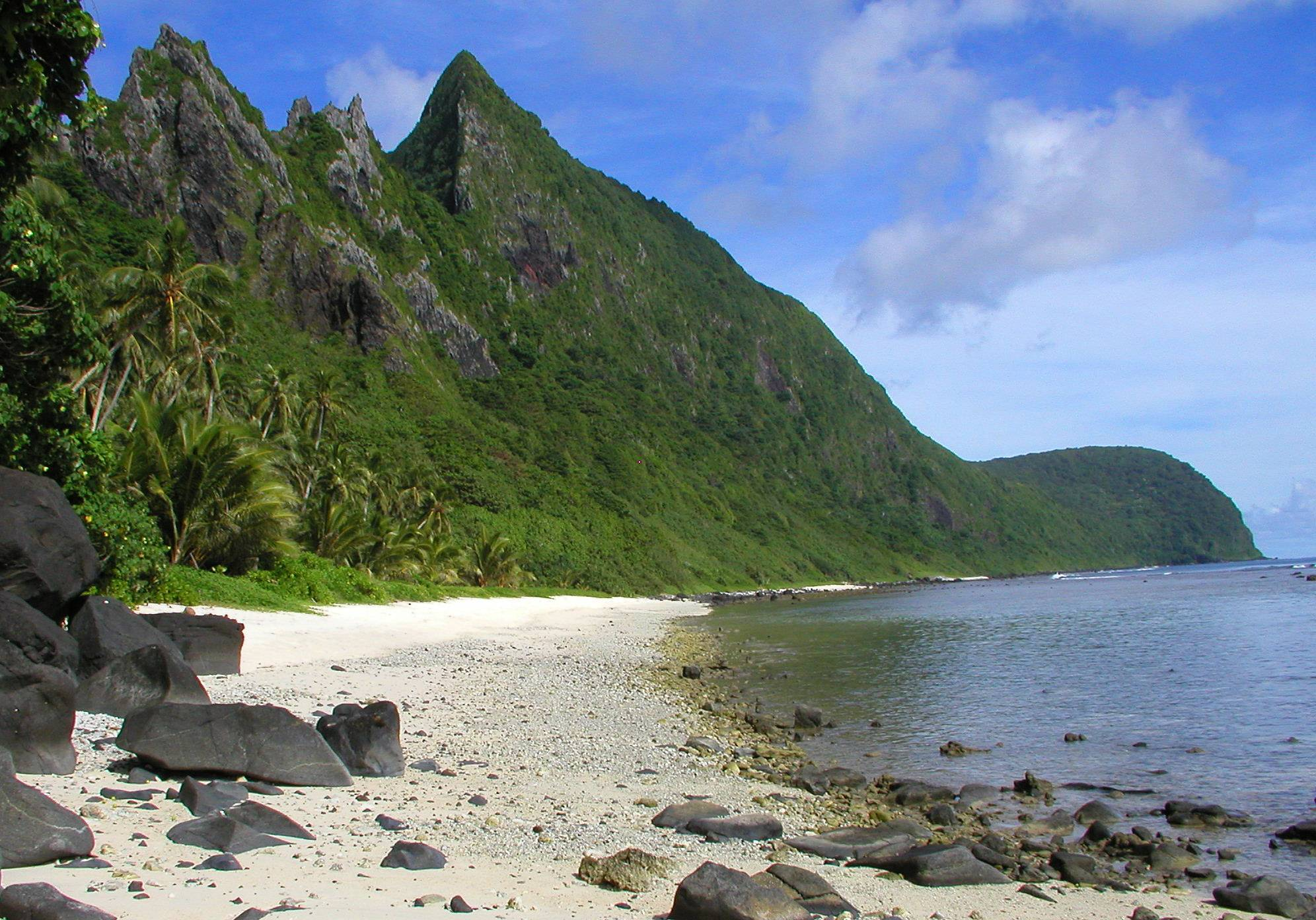
شاطئ أوفو
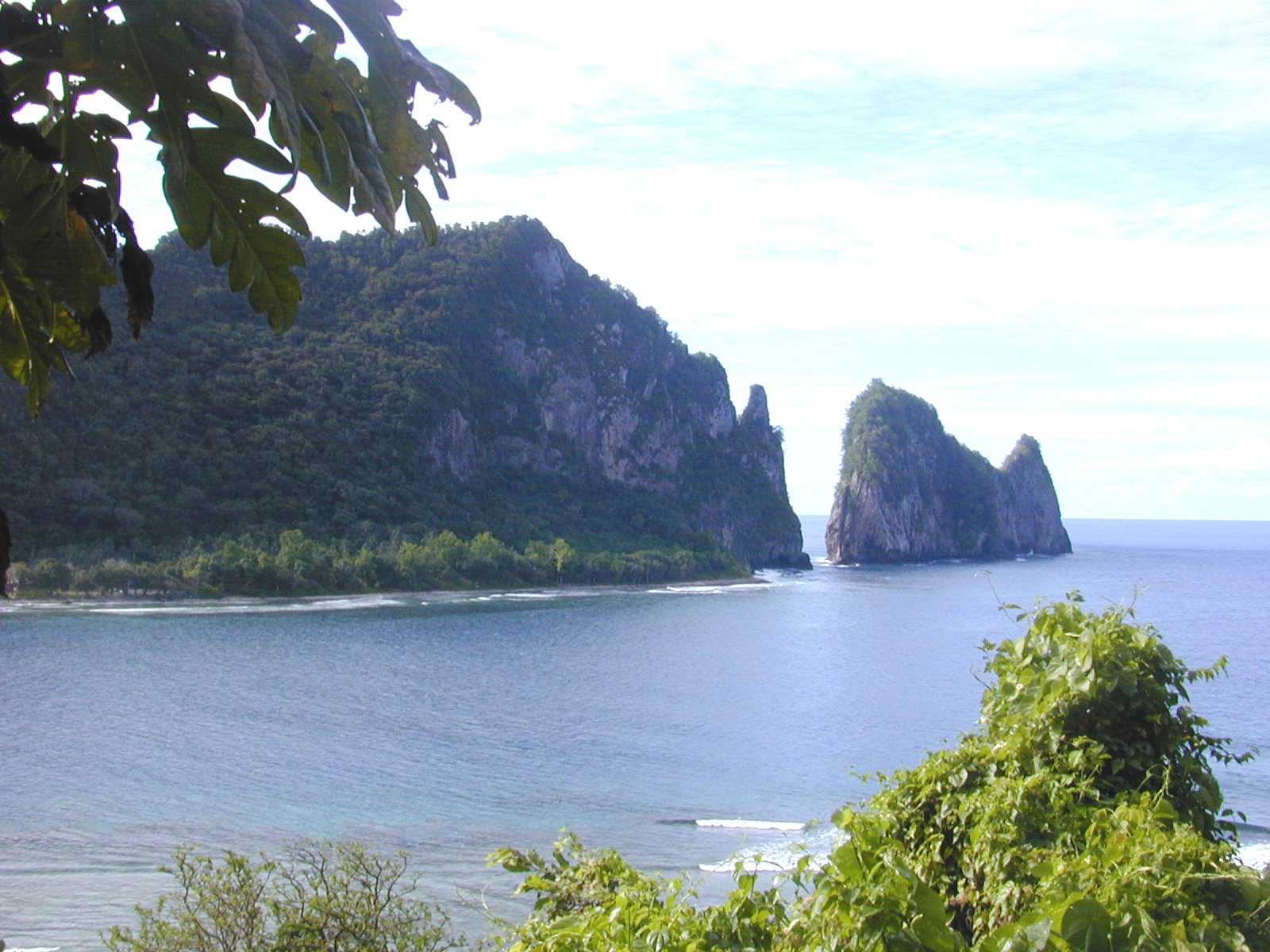
توتويلا

## الموقع الرسمي
- حديقة ساموا الأمريكية